# Dürrwicknitz
Dürrwicknitz, obersorbisch Wěteńcaⓘ, ist ein Ort im Zentrum des Landkreises Bautzen in Ostsachsen und gehört seit 1974 zur Gemeinde Nebelschütz. Der Ort liegt in der Oberlausitz und zählt zum Kernsiedlungsgebiet der Sorben. Fast alle Einwohner sprechen Sorbisch als Muttersprache.

## Geografie

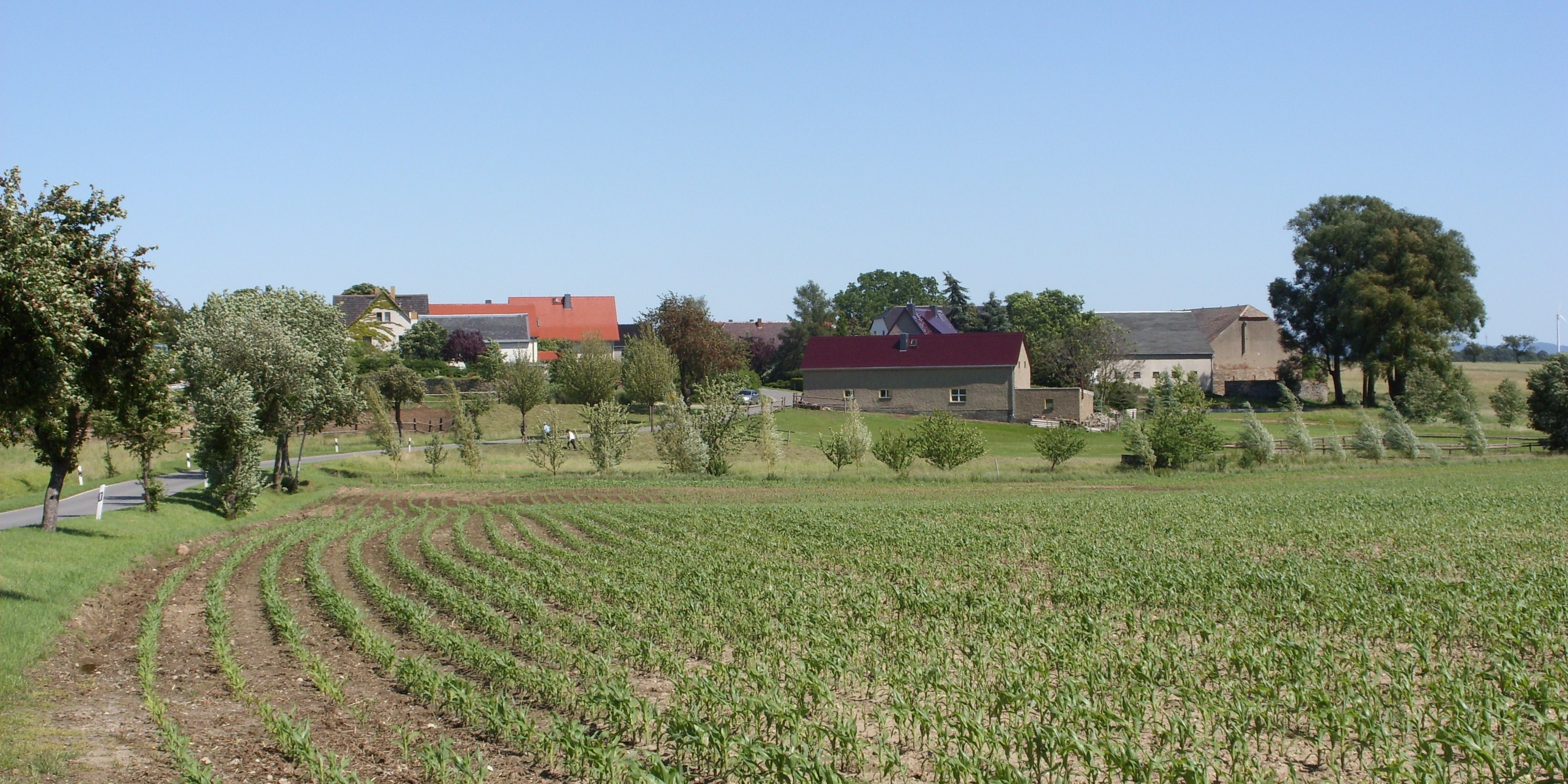
Dorfansicht von Westen

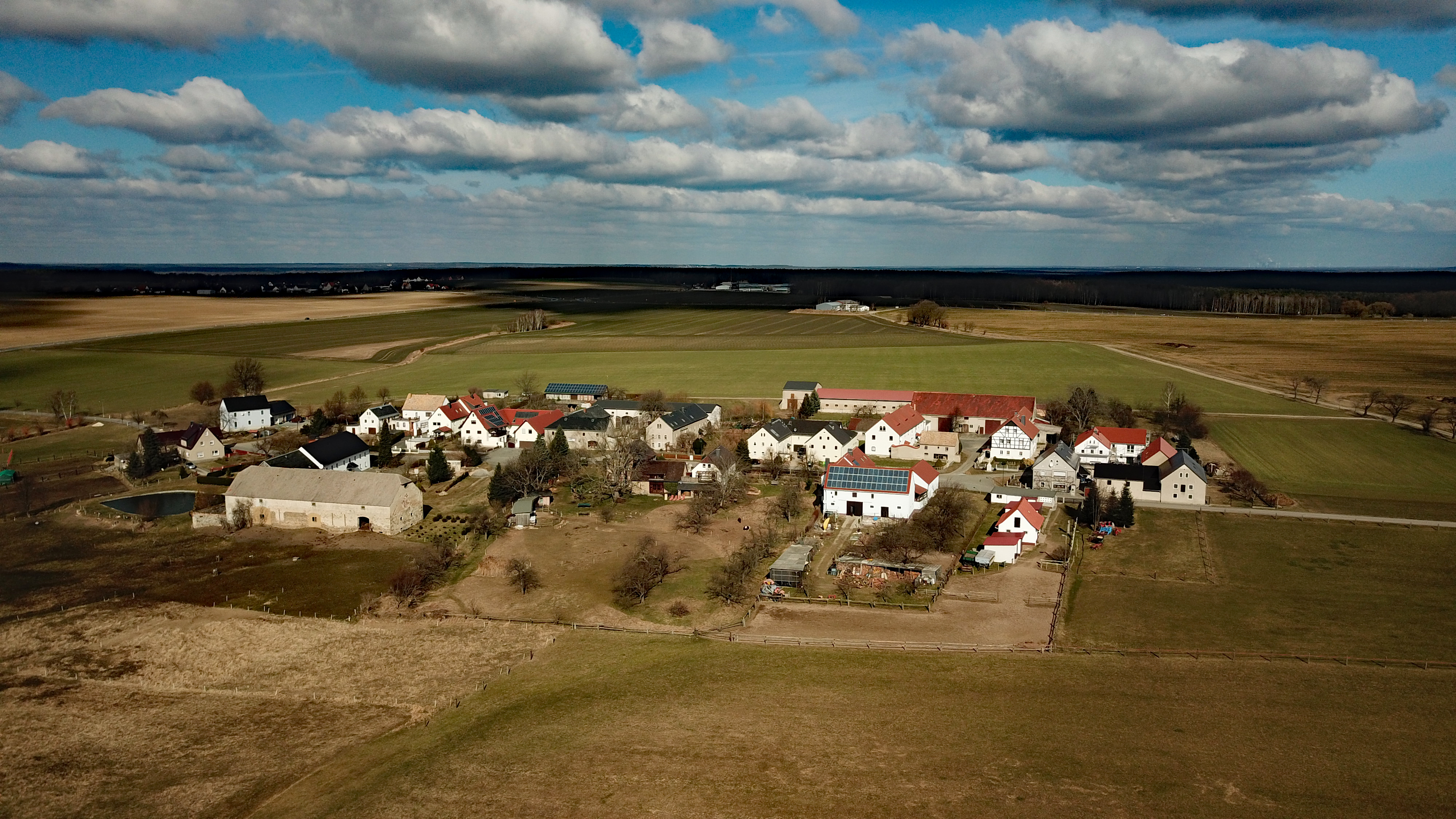
Luftbild

Dürrwicknitz befindet sich etwa sieben Kilometer südöstlich der Großen Kreisstadt Kamenz an der alten Via Regia. Das Dorf liegt am Osthang eines Bachtals, das sich in südlicher Richtung dem Jauerbach zuwendet.
Die Nachbarorte sind Schmeckwitz im Nordosten, Höflein im Osten, Panschwitz-Kuckau im Süden, Miltitz im Südwesten und Wendischbaselitz im Nordwesten.
Das Ortsbild wird von den typischen Dreiseithöfen und ihren Torbögen zur Straßenseite hin geprägt.

## Geschichte
Das kleine Gassendorf wurde erstmals 1225 als Witeniz erwähnt. Der Ortsname leitet sich vermutlich vom altsorbischen Wort vit für „Wächter“ ab und bezieht sich auf einen Wachposten an der Via Regia. Die Grundherrschaft lag spätestens seit 1600 beim Kloster St. Marienstern. Im Dreißigjährigen Krieg wurde der Ort 1638 von schwedischen Truppen überfallen und geplündert.
1759 wird der Ort als Wiednitz genannt und zur Unterscheidung mit dem weiter nordwestlich gelegenen gleichnamigen Ort mit dem Zusatz „Dürr“ versehen. Dieser erhielt sich auch bei der späteren Umbenennung in Wicknitz. 1886 wurde ein großer Teil des Ortes durch einen Brand vernichtet und später wieder aufgebaut.
Bis zum 1. Januar 1957 war Dürrwicknitz eine eigenständige Landgemeinde, dann wurde es nach Miltitz eingemeindet. Seit dem 1. Januar 1974 gehört das Dorf zu Nebelschütz.

## Bevölkerung
Im Jahre 1925 hatte der Ort 79 Einwohner, davon waren 78 katholischen Glaubens. Wie das benachbarte Miltitz ist Dürrwicknitz seit alters römisch-katholisch nach Crostwitz gepfarrt.
Für seine Statistik über die sorbische Bevölkerung in der Oberlausitz ermittelte Arnošt Muka in den achtziger Jahren des 19. Jahrhunderts eine Bevölkerungszahl von 74 Einwohnern; davon waren 73 Sorben (98 %) und ein Deutscher. Ernst Tschernik zählte 1956 einen sorbischsprachigen Bevölkerungsanteil von 90,3 %.
In den letzten sechzig Jahren ist die Einwohnerzahl von 86 (1950) auf 50 (2014) zurückgegangen. Dürrwicknitz ist der nach Einwohnerzahl kleinste Gemeindeteil von Nebelschütz.

## Tourismus
Der Ort verfügt über historische Wegkreuze, einen restaurierten barocken Bildstock von 1789 (am Straßenkreuz ostwärts des Ortes) und einen Marienaltar, die für das sorbisch-katholische Gebiet typisch sind. Typisch sind auch die erhaltenen Dreiseiten- und Vierseitenhöfe.
Dürrwicknitz liegt am ostsächsischen Teilstück des Jakobsweges sowie am Krabat-Radweg. Der Ort verfügt über eine Pension und einen Ferienhof mit ADFC-Radherberge, Pilgerherberge und Ferienhaus, hier werden auch Kreativseminare angeboten und traditionelle Lehmbauweise vorgestellt sowie typische alte Obst- und Gartenanbaupflege betrieben.